# Aéroport de Kegaska
L'aéroport de Kegaska est un aéroport situé près de la communauté de Kegaska à Côte-Nord-du-Golfe-du-Saint-Laurent (Québec), au Canada.
En 2019 et attendant sa prolongation vers l'est, la Route 138, Jacques Cartier s'achève pour l'instant à cet aéroport.

## Description
L'aéroport de Kegaska est situé au Québec, dans l’Est du pays (à près de 1 200 km à l’est de la capitale fédérale Ottawa). L'aéroport de Kegaska est situé à 10 mètres d'altitude. Le terrain autour de l'aéroport de Kegaska est plat. La mer (au sud) est très proche de l'aéroport de Kegaska. Le point culminant à proximité se situe à 30 mètres d'altitude.
La région est peu peuplée et la plus grande communauté la plus proche est à Kegaska : soit à 1,4 km au sud de l'aéroport de Kegaska. Dans les environs de l’aéroport de Kegaska, il existe des sites exceptionnels (nombreuses baies, îles et péninsules).
L'aéroport fait partie de la zone climatique boréale. La température annuelle moyenne dans le voisinage est de 0 °C. Le mois le plus chaud est août, avec une température moyenne de 16 °C et le plus froid : février à −18 °C.